# Adriana Iliescu
Adriana Iliescu (n. 31 mai 1938, Craiova, România) este istoric și critic literar, prozatoare, poetă, fost profesor universitar de literatură română și autoare de povești pentru copii.

## Biografie
S-a născut la Craiova fiind fiica lui Aurelian Iliescu, jurist, și a Mariei (născută Cernătescu), profesor. A urmat cursurile liceale la Craiova și pe cele ale Facultății de Filologie a Universității din București (licența în 1960). În 1972 și-a dat doctoratul în filologie la Universitatea din București cu teza Curentul realist în literatura română din secolul al XIX-lea. A lucrat ca redactor la Gazeta literară în perioada 1960-1962; profesor în învățământul mediu; cercetător și din 2000, ca profesor la Facultatea de Litere a Universității Hyperion din București.
În 1957 a debutat cu articole în Viața studențească și editorial, în 1968, cu monografia Revista Literatorul. A colaborat la Convorbiri literare, Ramuri, România literară, Tribuna, Viața Românească etc.
A fost cunoscută mai ales pentru faptul că a fost până la 29 decembrie 2006 cea mai vârstnică femeie din lume care a dat naștere unui copil, la vârsta de 66 de ani și 320 zile. Ea a născut-o pe Eliza Maria Bogdana la 16 ianuarie 2005, la Maternitatea Giulești din București, România. Eliza Maria a primit și prenumele Bogdana, nume care era destinat surorii sale gemene, care nu a supraviețuit sarcinii. Fetița nu este, totuși, copilul său biologic, deoarece ovulul și sperma au provenit de la donatori anonimi, Adriana Iliescu fiind mai degrabă o mamă purtătoare.

## Sarcină
Adriana Iliescu a primit pentru prima dată tratament hormonal pentru a îndepărta menopauza în 1995, iar fertilizarea în vitro (trei zigoți cu spermă și ovul de la donatori anonimi) i-a fost făcută în 2004 de doctorul Bogdan Marinescu, ea rămânând însărcinată cu tripleți. După trei săptămâni, unul dintre embrioni și-a încetat dezvoltarea și a murit. Feții rămași, ambii de gen feminin, au cântărit doar 1,45 și respectiv 0,69 kg după 33 de săptămâni de sarcină, însă după complicații ulterioare, cel mic a murit. Deși doctorii doreau să realizeze o naștere prin cezariană la scurt timp după a 34-a săptămână, moartea unuia dintre gemeni a dus la nașterea prematură. Bebelușul supraviețuitor a rămas în spital încă șase săptămâni.

### Interes internațional
Legislația românească referitoare la procesul de fertilizare in vitro este în proces de revizuire și adaptare la legislația europeană, lucru care ar putea să interzică un asemenea tratament după vârsta de 50 de ani.
Povestea a devenit știre în întreaga lume și a iscat o serie de controverse referitoare la corectitudinea din punct de vedere etic a aplicării unui tratament de fertilizare după o anumită vârstă.